# فريدريك روبرتسون
فريدريك روبرتسون (1843 - ) (بالإنجليزية: Frederick Robertson)‏ هو لاعب كريكت بريطاني.